# موريا جيفرسون
موريا جيفرسون (بالإنجليزية: Moriah Jefferson) مواليد 18 مارس 1994 في دالاس، هي لاعبة كرة سلة أمريكية. بدأت مسيرتها الاحترافية في سنة 2016. تم اختيارها من قبل فريق سان أنطونيو ستارز خلال الدرافت ولعبت معه في دوري الاتحاد الوطني لكرة السلة النسائية كلاعب هجوم خلفي. وتحمل الرقم 4. يبلغ طولها 5 قدم 6 بوصة (1.7 م). حققت المركز الثاني في دورة الألعاب الأمريكية 2015. تلعب حاليا مع نادي غلطة سراي لكرة السلة للسيدات في الدوري التركي.

## روابط خارجية
- موريا جيفرسون على موقع الاتحاد الدولي لكرة السلة (الإنجليزية)
- موريا جيفرسون على موقع الاتحاد الوطني لكرة السلة النسائية (الإنجليزية)
- موريا جيفرسون على موقع كرة السلة الأوروبية.كوم (الإنجليزية)
- موريا جيفرسون على موقع كلية كرة السلة في سبورتس رفرنس.كوم (الإنجليزية)
- موريا جيفرسون على موقع بروبوليرز (الإنجليزية)
- موريا جيفرسون على موقع سبورتس رفرنس (الإنجليزية)